# Révolte de Klaipėda
 (juillet 2018).
Si vous disposez d'ouvrages ou d'articles de référence ou si vous connaissez des sites web de qualité traitant du thème abordé ici, merci de compléter l'article en donnant les références utiles à sa vérifiabilité et en les liant à la section « Notes et références ».
La révolte de Klaipėda eut lieu du 10 au 15 janvier 1923 dans la région de Klaipėda (Territoire de Memel), alors sous mandat de la Société des Nations depuis 1919. Séparé de la province de Prusse-Orientale lors du Traité de Versailles en 1919, le territoire avait alors été provisoirement confié à l'administration française. La Lituanie demandait en revanche le rattachement de Klaipėda à son propre territoire, se basant sur son appartenance historique à la Petite Lituanie et la présence d'une majorité lituanophone, les Lietuvininkai. Le gouvernement lituanien espérait également récupérer le port stratégique de Klaipėda, seul accès à la mer suffisamment viable dans la région.
Présentée comme une révolte locale, cette rébellion reçut en réalité le soutien direct de la Lituanie voisine. Les rebelles ne rencontrèrent qu'une faible opposition de la part du contingent français stationné à Klaipėda, ainsi que de la police allemande. Une administration pro-lituanienne fut par la suite installée par les rebelles, qui réclamèrent le rattachement à la Lituanie, suivant le principe du droit à l’autodétermination. Devant le fait accompli, la Société des Nations dut se résoudre le 17 février 1923 à accepter le transfert du Territoire de Memel à la Lituanie en tant que région autonome. En mai 1924, la souveraineté lituanienne fut formellement reconnue par la Convention de Klaipėda.